# Hrádecká lípa (okres Frýdek-Místek)
Hrádecká lípa je Hrádku v okrese Frýdek-Místek v Horním Slezsku. Je to největší a nejstarší památný strom Jablunkovska a největší strom Frýdecko-Místecka. Roste ve svahu při žluté turistické trase z Hrádku směrem na vrch Ostrý. Pod lípou je stará roubená studna.
Dnes už tato lípa nestojí.

## Základní údaje
- název: Hrádecká lípa,[1] Hradecká lípa,[3] lípa Hrádek, lípa v Hrádku
- výška: 22 m (1991),[3][1] 30 m (2003)[3]
- obvod: 680 cm (1991),[3][1] 675 cm (2003)[3]
- výška kmene: 4 m (2003)[3]
- průměr koruny: 22 m (1991),[3] 26 m (2003)[3]
- věk: ?
- zdravotní stav: 1 (1991),[3] 3 (2003)[3]

## Stav stromu a údržba
Strom se dělí v jediném místě na pět kosterních větví. Koruna je mohutná, vyvázaná. Konce větví zasychají. Na větvích jsou patrné otevřené dutiny, dutina kmene je zakrytá.

## Historie a pověsti
Jde o rodovou lípu, která patřila ke statku, jehož majiteli byli Rusnokovi, Karpetští a Kawulokovi. U lípy a studánky se soustředil život místních obyvatel, konaly se oslavy svátků a držely místní obyčeje.

## Další zajímavosti
Lípě byl věnován prostor v pořadu České televize Paměť stromů, konkrétně v dílu číslo 5. Stromy a boje. V rámci projektu Záchrana genofondu památných stromů výzkumného ústavu Sylva Taroucy došlo 17. února 2004 k odběru roubů.

## Památné a významné stromy v okolí
- Vendryňský černý topol u Kopytné